# Safirina
La safirina és un mineral de la classe dels inosilicats, i dins d'aquesta pertany a l'anomenat grup de la safirina. Va ser descoberta l'any 1819 a Qeqertarsuatsiaat a la regió de Kitaa, a Groenlàndia (Dinamarca), sent nomenada així pel seu color similar al safir.
Sinònims poc usats són zafirina o sapphirina.

## Característiques químiques
És un aluminosilicat de magnesi amb anions addicionals d'òxid d'alumini i magnesi. Químicament és un sexquiòxid d'alumini. Dins del grup de la safirina amb estructura de inosilicats, pertany al subgrup de l'aenigmatita.
A més dels elements de la seva fórmula, sol portar com a impuresa ferro.

## Formació i jaciments
Apareix en roques magmàtiques o metamòrfiques. En roques metamòrfiques d'alta temperatura o xenòlits amb abundància d'alumini i magnesi i baixa concentració de silici. Pot formar-se com mineral magmàtic primari en roques de poca sílice.
Sol trobar-se associat a altres minerals com: sil·limanita, cianita, cordierita, kornerupina, corindó, surinamita, flogopita, crisoberil, piroxè, espinel·la, granat, calcita o quars.

## Usos

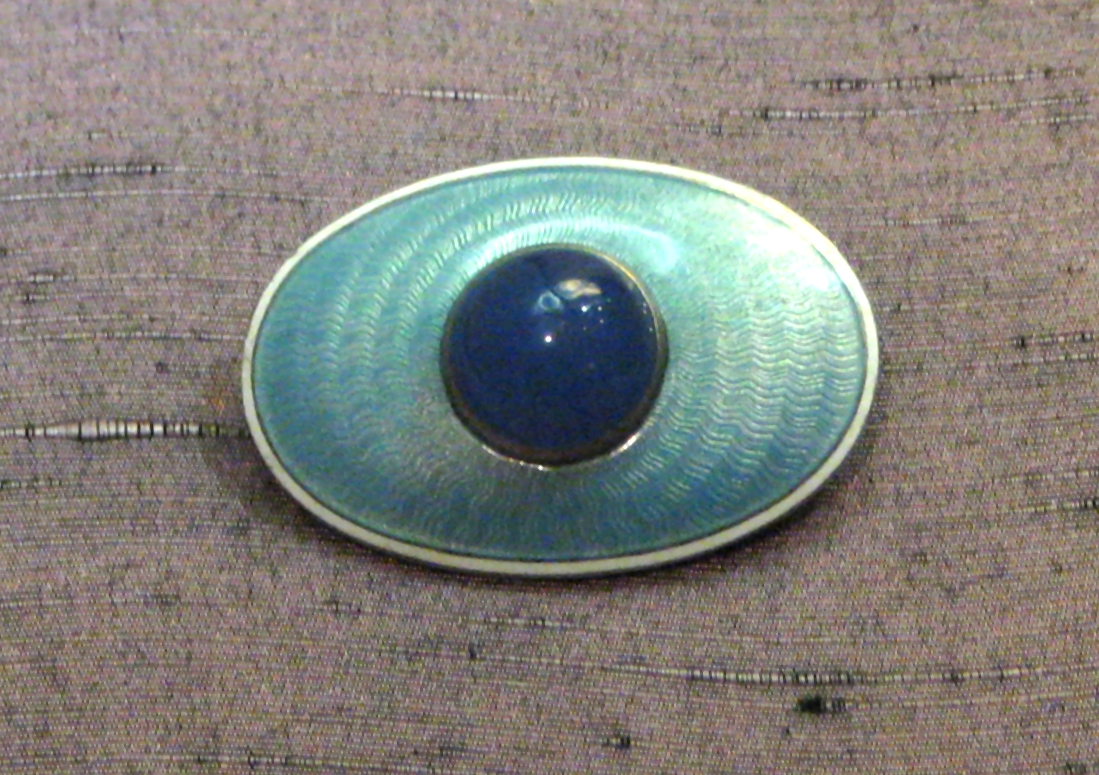
joia amb una safirina

De vegades, els rars exemplars de gran grandària i neteja, són usats en joieria tallats o poliments com a gemmes.
Els millors per a aquest fi són extrets a Sri Lanka, Madagascar i Groenlàndia.
La Safirina pot també ser sintetitzada artificialment amb propòsits experimentals mitjançant processos hidrotermals. És un mineral molt refractari que si s'aconsegueix sintetitzar podria ser usat a aquest efecte.